# David Erskine, 9. Earl of Buchan
David Erskine, 9. Earl of Buchan (* 1672; † 14. Oktober 1745 in London), war ein schottischer Adeliger und Politiker.

## Leben
Er war der älteste Sohn von Henry Erskine, 3. Lord Cardross, aus dessen Ehe mit Catherine Stewart, Tochter des Sir James Stewart of Kirkhill. Mit dem Tod seines Vaters am 21. Mai 1693 erbte er dessen Titel als 4. Lord Cardross. Nach dem Tod seines Großonkels William Erskine, 8. Earl of Buchan, entbrannte ein Streit um dessen Besitzungen, der 1698 vom Parlament auf Grund alter Erbfolgeregelungen entschieden wurde. Mit diesem Entscheid zu Gunsten von David erbte er alle Besitzungen seines Großonkels sowie dessen Titel als 9. Earl of Buchan und 9. Lord Auchterhouse.
In seinen jüngeren Jahren war David ein erfolgreicher Politiker. 1697 wurde er von Wilhelm III. in den Geheimen Kronrat berufen; auch Königin Anne wollte auf seinen Rat nicht verzichten. Als Gouverneur von Blackness Castle diente er von 1702 bis 1707 sowie von 1710 bis 1714.
Während des Ersten Jakobitenaufstandes 1715 unterstützte er den Duke of Argyll bei der Niederschlagung des Aufstandes. Als Dank dafür sowie für die Unterstützung der braunschweig-lüneburgischen Thronansprüche wurde er von Georg I. mit dem Amt des Lord-Lieutenant für Selkirkshire und Clackmannanshire bedacht, das er zwischen 1715 und 1734 ausübte.
Von 1715 und 1734 war er auch als Vertreter des schottischen Adel (Representative Peer) Mitglied des britischen House of Lords. 1734 legte er dann einen förmlichen Protest ein. Er wollte damit auf den Missstand aufmerksam machte, dass mit der Umsetzung des Unionsvertrages (Treaty of Union) durch den Act of Union die Rechte der schottischen Adeligen einschränkt und deren Parlamentsarbeit behindert würde. Auf Grund dieses Protestes wurde er all seiner Ämter enthoben.
David starb verarmt und ohne Testament in London und wurde drei Tage später in Hampstead beigesetzt. Seine restlichen Besitztümer wurden am 12. Dezember 1745 an einen Gläubiger übergeben.
Er war zweimal verheiratet. Aus erster Ehe, geschlossen am 11. Februar 1697 mit Frances, Tochter des Henry Fairfax (ein unbedeutender Schriftsteller, aber Schwiegersohn von Thomas Browne) stammten die Töchter Frances und Katherine Anne sowie der Sohn und Erbe Henry David; sechs weitere zum Teil im Kindesalter gestorbene Söhne werden erwähnt. Die zweite Ehe, geschlossen am 15. September 1743 mit Isabella, Tochter des Sir William Blackett, 1. Baronet, blieb kinderlos.